# Adrian Young
Samuel Adrian Young (nacido el 26 de agosto de 1969) es el baterista de la banda de rock No Doubt.
Young es muy buscado como el baterista de estudio. Ha grabado realizadas con bandas como Bow Wow Wow, Scott Weiland, Dilana, Maroon 5, Unwritten Law, The Vandals, Bing Ji Ling, entre otras tanto de rock como ska.

## Actualidad
Se pudo conocer que actualmente se encuentra trabajando en un nuevo proyecto llamado Dreamcar, esto junto a sus compañeros de banda Tony Kanal (Bajo de No Doubt), Tom Dumont (Guitarra de No Doubt) pero teniendo como vocalista a Davey Havok (Vocal de AFI).

## Equipo
Young usa baterías de Orange County Drum and Percussion (OCDP)   y platillos y baquetas marca Zildjian.

### Tambores
- 22x18"Bass drum
- 12x7" Snare drum
- 14x6” Timbale
- 10x6" Rack tom
- 12x7" Rack tom
- 16x14" Floor tom

### Platillos
- 14" ZBT Plus crash
- 18" A Custom Projection crash
- 14" New Beat Hi-Hats
- 21" A Rock Ride Brilliant
- 18" Oriental China

### Otros
- Zildjian signature drum sticks firma baquetas Zildjian.
- Drum Workshop pedals Drum Workshop pedales.
- Parches Remo